# Yanet Bermoy
Yanet Bermoy, född den 29 maj 1987 i Cienfuegos, Kuba, är en kubansk judoutövare.
Hon tog OS-silver i damernas extra lättvikt i samband med de olympiska judotävlingarna 2008 i Peking.
Hon tog därefter OS-silver igen i damernas halv lättvikt i samband med de olympiska judotävlingarna 2012 i London.